# Мінтерн (Колорадо)
Мінтерн (англ. Minturn) — місто (англ. town) в США, в окрузі Ігл штату Колорадо. Населення — 1033 особи (2020).

## Географія
Мінтерн розташований за координатами 39°32′8″ пн. ш. 106°22′54″ зх. д. / 39.53556° пн. ш. 106.38167° зх. д. (39.535538, -106.381604).  За даними Бюро перепису населення США в 2010 році місто мало площу 20,08 км², з яких 19,62 км² — суходіл та 0,47 км² — водойми.

## Демографія
Згідно з переписом 2010 року, у місті мешкало 1027 осіб у 420 домогосподарствах у складі 226 родин. Густота населення становила 51 особа/км².  Було 528 помешкань (26/км²).
Расовий склад населення:
| - 86,3 % — білих - 1,8 % — корінних американців - 0,7 % — чорних або афроамериканців - 0,6 % — азіатів - 7,5 % — осіб інших рас |

До двох чи більше рас належало 3,2 %. Частка іспаномовних становила 33,8 % від усіх жителів.
За віковим діапазоном населення розподілялося таким чином: 18,5 % — особи молодші 18 років, 73,7 % — особи у віці 18—64 років, 7,8 % — особи у віці 65 років та старші. Медіана віку мешканця становила 36,1 року. На 100 осіб жіночої статі у місті припадало 116,7 чоловіків;  на 100 жінок у віці від 18 років та старших — 119,1 чоловіків також старших 18 років.
Середній дохід на одне домашнє господарство  становив 77 413 долари США (медіана — 63 947), а середній дохід на одну сім'ю — 87 716 доларів (медіана — 79 375). Медіана доходів становила 45 000 доларів для чоловіків та 36 875 доларів для жінок. За межею бідності перебувало 13,2 % осіб, у тому числі 26,5 % дітей у віці до 18 років та 0,0 % осіб у віці 65 років та старших.
Цивільне працевлаштоване населення становило 683 особи. Основні галузі зайнятості: мистецтво, розваги та відпочинок — 21,1 %, науковці, спеціалісти, менеджери — 18,2 %, роздрібна торгівля — 16,7 %.